# Брезица
Брезица (на македонска литературна норма: Брезица) е село в Община Ибрахимово (Петровец) на Северна Македония.

## География
Селото се намира в областта Блатия в западното подножие на Градищанската планина.

## История
В края на XIX век Брезица е българско село в Скопска каза на Османската империя. Според статистиката на Васил Кънчов („Македония. Етнография и статистика“) към 1900 година в Брѣзица живеят 350 българи християни.
В началото на XX век цялото село е под върховенството на Българската екзархия. По данни на секретаря на екзархията Димитър Мишев (La Macédoine et sa Population Chrétienne) в 1905 година в Брезица има 400 българи екзархисти и функционира българско училище.
В 1910 година селото пострадва при обезоръжителната акция. Седем души са пребити до смърт.
След Междусъюзническата война в 1913 година селото попада в Сърбия.
На етническата си карта от 1927 година Леонард Шулце Йена показва Брезница (Breznica) като българско християнско село.
Според преброяването от 2002 година селото има 13 жители северномакедонци.